# 郭诵
郭誦，西晋、五胡十六国時代人物，滎陽郡太守李矩的外甥。
他在割据新鄭的舅舅李矩麾下。据说他長于智謀。建兴二年（314年）六月，河内郡太守郭默遭汉军袭击，恳求归顺李矩。郭誦劝李矩答应这个请求，李矩派郭誦去迎接，郭默因担心遭到汉军袭击而未能与他会合。郭誦乘小船秘密渡过黄河，派勇士夜袭怀城，重创留守的汉军。结果，郭默和他的部下都归顺于李矩。
建兴五年（317年）二月，李矩试图对汉将劉暢发动夜袭，但兵士们却惧怕汉军大军。于是，郭誦奉李矩之命，到郑国子産祠前说道：“昔日君为郑相时，恶鸟不鸣，现在凶胡臭羯，何得过庭？”他让巫师扬言：“東里（子産居住地）有教诲，他说要派神兵相助。 ”将士闻言，纷纷壮起胆子，开始争進行軍。郭誦与督護楊璋等率精兵千人夜袭劉暢陣营，杀死敌兵数千人，虏获大量铠马。
大兴元年（318年）三月，漢国皇太子劉粲、将軍劉雅率领十万步騎，击败守卫洛阳的赵固，赵固逃往阳城山，向李矩求援。郭誦奉李矩之命，与郭默前去救援，驻扎洛口。又命部将張皮、耿稚挑选精锐一千人，夜渡黄河，同时从十道发起奇袭。劉粲属下军士大惊，四散奔逃，耿稚等人殺傷敌军大半，攻克营寨，缴获軍需物資无数。劉粲退守阳乡。天亮时，劉粲发起反攻，耿稚等人坚守二十多天，乘机突围。李矩上表，郭誦被任命为揚武将軍、陽翟县令。
大兴二年（319年）六月，后赵将軍石生派骑兵攻打陽翟，被郭誦设下埋伏，大败，后赵未得战果。石生大怒，率领骑兵四千余人，袭扰各县，再次攻打郭誦的城砦，郭誦在堮坂大胜。并率领五百勇士追击石生，在磐脂故亭大破敌军。李矩称赞郭誦的功绩，上表允许他使用赤幢、曲蓋，封他为吉陽亭侯。
太寧二年（324年）正月，后赵司州刺史石生攻打陽翟，被郭誦重创，石生退守康城。
太寧三年（325年），郭誦之弟郭元被后赵俘虏。后赵派郭元致信李矩曰：“去年，大赵东平曹嶷，西定拓跋猗盧，李矩如牛角，为什么不归命大赵？“李矩把信给郭誦看。郭誦说道：“王陵的母亲早就被土匪抓走了，但王陵依然没有投降，郭元只是我的弟弟，又有什么可说的。” 随后，石勒向郭誦赠麈尾、馬鞭，让他臣服，郭誦没有回应。
六月，郭默背叛李矩，企图从密县投奔建康，李矩勃然大怒，命郭誦等人写信质问郭默，又对郭誦说：“你知道唇亡之谈（唇亡齿寒）吗？迎接郭默，都依郭卿，临难逃走，必要留下他。”郭誦追赶郭默，在襄城追上了他，但郭默知道自己被李矩记恨，于是抛弃妻儿逃跑。郭誦只好带着剩余的士兵而归。
此后，李矩南逃，企图归附东晋，所部兵士沿途四散，郭誦棄家追随。李矩却在途中坠马而死。随后，郭誦回到了东晋。
咸和五年（330年）三月，豫州刺史郭默叛乱，太尉陶侃起兵討伐，围攻尋陽城。郭誦因先前与郭默有过接触，便派他为使者前往尋陽城，劝郭默投降。郭默同意了他，答应投降，但他的部下張丑、宋侯等人却担心被陶侃所杀，最终未能答应。五月，宋侯绑着郭默父子投降。